# Corbeau de Levaillant
Corvus levaillantii
Espèce
Statut de conservation UICN

 LC  : Préoccupation mineure
Le Corbeau de Levaillant (Corvus levaillantii) est une espèce d'oiseaux de l'ordre des Passeriformes et de la famille des Corvidae. Il est considéré par certains auteurs comme une sous-espèce du Corbeau à gros bec, mais par d'autres comme une espèce distincte,. Il peuple le sud-est du Népal, le Bangladesh, le nord-est de l'Inde, les îles Andaman, la Birmanie et le nord de la Thaïlande, des plaines jusqu'à 2 660 mètres d'altitude.